# Чехословацкий торговый банк
Чехословацкий торговый банк (чеш. Československá obchodní banka или чеш. ČSOB) — банковская организация ведущая свою деятельность на территории Чехии и Словакии. Специализируется на банковских услугах для физических и юридических лиц. В 2014 году банк заслужил титул «Наилучший банк 2014 года».
Один из самых больших банков Чехии.
Банк обслуживает около 3,1 миллиона клиентов. В Чешской Республике около 800 тысяч из них обслуживаются под «синим» брендом ČSOB, около 2,2 миллиона — под «красным» брендом Почтового сберегательного банка.
В Словакии банк обслуживает около 200 тысяч клиентов. Банк имеет 210 филиалов в Чешской Республике и 78 в Словакии.
Здание штаб-квартиры ČSOB в Радлице в Праге 5 является крупнейшим офисным зданием в Чешской Республике. Банк принадлежит с 1999 года бельгийскому банку KBC, входящему в финансовую группу KBC Group, которому принадлежит 100 % акций ČSOB.

## История
Банк был основан государством в 1964 году и обеспечивал финансирование внешней торговли под непосредственным контролем государства и займы в иностранной валюте с международных рынков капитала.
После бархатной революции 1989 года банк расширил свои услуги от внешнеторговых предприятий до вновь созданных юридических и физических лиц. Также банк значительно расширил свою сеть. В 90-е годы минимальный депозит для физических лиц составлял 100 000 чешских крон.
В декабре 1997 года правительство решило приватизировать банкирские дома в Чешской Республике, в ходе первого тендера в банковском секторе было объявлено о продаже čsob. После тендера в июне 1999 года государство продало свой пакет акций победившему бельгийскому банку KBC Bank почти за 40 миллиардов чешских крон.

## Поглощение IPB
В июне 2000 года Инвестиционный и почтовый банк (IPB) до погашения задолженности, был передан в управление Чешскому национальному банку. Мажоритарный акционер IPB, японская Nomura, впоследствии подала иск в арбитраж против Чехии, где требовала компенсации за ущерб, нанесенный инвестициям в соответствии с чешско-голландским соглашением о защите инвестиций (Nomura контролировала IPB через Saluka, компанию, зарегистрированную в Нидерландах). Арбитраж оставил в силе поглощение IPB чешским банком, но предоставил Nomura возможность, ходатайствовать о возмещении фактической суммы ущерба во втором слушании. Однако второго слушания не произошло. Судебный процесс Чешкой республики против Nomura в связи с нарушением условий контракта между Nomura и фондом национального имущества Чешской Республики не было завершено. Взаимоотношения между Nomura и Чехией завершились соглашением об урегулировании, инициированным министром финансов Властимилом Тлусты в ноябре 2006 года.

## Штаб-квартира
В период с 2006 по 2007 год штаб-квартира čsob переехала из своих исторических зданий в центре Праги по адресу 854/14 на улице Пржикопе в свою новую штаб-квартиру в Радлице, Прага 5. Новая штаб-квартира расположена недалеко от станции метро B, станции Радлицка. В здании работают 2500 человек, дизайн был создан чешским архитектором Йозефом Плескотом и его студией AP atelier. Здание является экологически чистым и имеет сертификат LEED 2 степени.